# Leiocephalus punctatus
Leiocephalus punctatus är en ödleart som beskrevs av  Cochran 1931. Leiocephalus punctatus ingår i släktet rullsvansleguaner, och familjen Tropiduridae. Inga underarter finns listade i Catalogue of Life.
Arten förekommer i Bahamas.